# Aspropyrgos Refinery
Aspropyrgos Refinery — найбільший та найпотужніший в Греції нафтопереробний комплекс, розташований в місті Аспропіргос, за 20 км на північний захід від Афін. Управляється компанією Asprofos групи Hellenic Petroleum, заснованою 1983 року.
Aspropyrgos Refinery володіє складним виробничим комплексом, найсучаснішим у Середземномор'ї та одним з найсучасніших в Європі, з потужністю в 6,2 млн тонн на рік. Він має можливість переробки 6.000.000 метричних тонн сирої нафти. Нафтопереробний комплекс генерує 50 МВт електричної енергії (дві газові турбіни — по 17 МВт і одна парова турбіна потужністю 16 МВт).
Модернізований блок з ізомеризації нафти введений в дію 1999 року. 1999 року став до ладу блок з насичення бензолу, відповідно до специфікації «Auto Oil 2000», прийнятої Європейським союзом. Значні інвестиції в модернізацію устаткування каталітичної сіркоочистки водню, генератор, керований напругою, та технологія флюїдного каталітичного крекінгу тепер дозволють підприємству виробляти якісне дизельне паливо та бензин з характеристиками навіть вищими за стандарт «Auto Oil 2000».
Aspropyrgos Refinery володіє великою приватною гаваню, власним сучасним нафтовим танкером і залізничними терміналами, великою нафтою розподільною мережею трубопроводів з Пахі до Мегари, а також розподільним трубопроводом для готової продукції та прийому напівфабрикатів від Елефсинського нафтопереробного заводу. Aspropyrgos Refinery також пов'язаний через паливний трубопровід із Міжнародним аеропортом «Елефтеріос Венізелос», приймаючи на себе основну відповідальність за постачання аеропорту паливом.